# Euxènides (pintor)
Euxènides (en llatí Euxenidas, en grec antic Εὐξενίδας) fou un pintor grec que va ser el mestre del famós Aristides de Tebes. Va florir entre la 95 i la 100 Olimpíada, és a dir entre 400 aC i 380 aC, segons diu Plini el Vell a la Naturalis Historia (XXXV,10. s. 36.7).